# 博爱晨报
《博爱晨报》（法語：Fraternité Matin）是非洲国家象牙海岸发行的一份法文报纸，也是该国第一份法文日报，创办于1964年，由象牙海岸官方运营，其日销量居撒哈拉以南非洲法语国家之冠。

## 历史
《博爱晨报》於1964年12月创刊，名义上属私营的博爱晨报集团（Groupe Fraternité Matin）所有，实际上是执政的科特迪瓦民主党的喉舌，因此也在一定程度上充当了費利克斯·烏弗埃-博瓦尼自我宣传的工具，自1975年以来，《博爱晨报》在科特迪瓦全境增设了逾1,000个销售点，同时在印刷厂装配了新式轮转印刷机、照排编辑系统，提高了工作效率及报纸阅读品质，至1989年，其日发行量达到10万份，成为撒哈拉以南法语非洲诸国发行量最高的报纸。2012年，在象牙海岸總統烏阿塔哈的支持下，报社设备再度更新。
除了新闻出版业外，博爱晨报集团也在象牙海岸出版教科书，但实力不敌该国教育部出版社。